# Universidad Católica de Murcia Club de Fútbol "B"
Universidad Católica de Murcia Club de Fútbol "B" es un equipo de fútbol español localizado en Sangonera la Verde, Murcia. Fundado en 2013 es el equipo filial del UCAM Murcia CF, actualmente milita en Tercera División - Grupo 13. Disputa los partidos como local en el Estadio El Mayayo, con una capacidad de 3.500 espectadpres.

## Historia
El club fue fundado como el Sangonera La Verde CF, y fue comprado por el UCAM en julio de 2015. Durante su primera temporada con la nueva administrativa, lograron ascender a Tercera División quedando como segundos de grupo.

### Club
- Sangonera la Verde Club de Fútbol (2013–15)
- Sangonera UCAM Club de Fútbol (2015–2016)
- UCAM Murcia Club de Fútbol "B" (2016-)

## Historia
Sangonera La Verde CF
| Temporada | Categoría | División | Posición | Copa del Rey |
| --------- | --------- | -------- | -------- | ------------ |
| 2013/14   | 6         | 1ª Aut.  | 2.°      |              |
| 2014/15   | 5         | Pref.    | 6.°      |              |

UCAM Murcia CF B
| Temporada | Categoría | División | Posición |
| --------- | --------- | -------- | -------- |
| 2015/16   | 5         | Pref.    | 2.°      |
| 2016/17   | 4         | 3ª       | 8.°      |
| 2017/18   | 4         | 3ª       | 10.°     |
| 2018/19   | 4         | 3ª       | 8.°      |
| 2019/20   | 4         | 3ª       | 6.°      |
| 2020/21   | 4         | 3ª       | 6.º      |
| 2021/22   | 5         | 3ª RFEF  | 4.º      |
| 2022/23   | 5         | 3ª RFEF  | 8.º      |
| 2023/24   | 5         | 3ª RFEF  | 4.º      |

- 4 temporadas en Tercera División